# NGC 557
NGC 557 är en galax i stjärnbilden Valfisken.